# 文芸美術国民健康保険組合
文芸美術国民健康保険組合（ぶんげいびじゅつこくみんけんこうほけんくみあい）とは、文芸・美術・映画・写真などの同種の業種に従事する者を組合員とする国民健康保険組合。略称「文美国保」。一般業種の国保組合として、一般社団法人全国国民健康保険組合協会に加入している。
なお、フリーランスのアーティスト、芸能人を対象にした同様の国民健康保険組合として、他に、地域を限定した、東京芸能人国民健康保険組合、京都芸術家国民健康保険組合、大阪文化芸能国民健康保険組合がある。これらの国民健康保険組合や市町村の国民健康保険組合と二重に加入することはできない。

## 歴史
丹羽文雄を中心とする日本文芸家協会の相互扶助委員会が当初、日本文芸家協会単独での特別国民健康保険組合設立を計画したが、規程人数に到達せず、日本美術家連盟、日本著作家組合、全日本工芸美術家協会、出版美術家連盟の4団体に呼びかけ、1952年に初会合を持ち、文芸と美術分野合同の国民健康保険組合を設立することになった。
1953年4月1日国民健康保険法に基づいて、厚生省（現厚生労働省）の認可を経て設立し、国の事業を代行する公法人となる。初代理事は日本文芸家協会から丹羽文雄（理事長）、日本美術家連盟から伊原宇三郎（常務理事）、出版美術家連盟から鴨下晁湖、日本著作家組合から中島健蔵、全日本工芸美術家協会から山崎覚太郎。その後、写真やデザイン、生け花など着々と芸術系の加盟団体を増やした。
1961年6月24日、東京芸能人国民健康保険組合、京都芸術家国民健康保険組合、大阪文化芸能国民健康保険組合と文化関係国保組合協議会を結成。

## 被保険者
同組合に加盟する文芸・美術・映画・写真などの専門団体の会員であれば、国内どこに住んでいても加入できる。毎月の保険料は、組合員の収入に関係なく均等となっている。
アーティスト自身が法人事業所の事業主、従業員である場合は、全国健康保険協会等の被用者保険に強制加入となるため、同組合には加入できない。

## 組合が行う事業
- 保険給付 - 国民健康保険法に基づく法定給付、組合が任意に行う出産・死亡等に対する給付。
- 保健事業 - 組合員やその家族の健康の維持・疾病予防等を目的とした事業。

## 加入団体
発足時には5団体だったが、既存の専門団体も呼びかけに応じ、加入数は増えていった。芸術家だけでなく日本モータースポーツ記者会などジャーナリストの団体も加盟している。
2014年2月19日に主にインターネット上で活動するアマチュア創作者の団体である日本ネットクリエイター協会、2021年には若手音楽クリエイターなどの団体である日本音楽作家協会が加盟するなど、新たな業態の団体にも門戸を開いている。
加入団体は本組合の加盟団体一覧表を参照。